# The Cup of Life (film 1921)
The Cup of Life è un film muto del 1921 diretto da Rowland V. Lee. Ambientato a Singapore, aveva come interpreti Hobart Bosworth, Madge Bellamy, Niles Welch, Tully Marshall.

## Trama

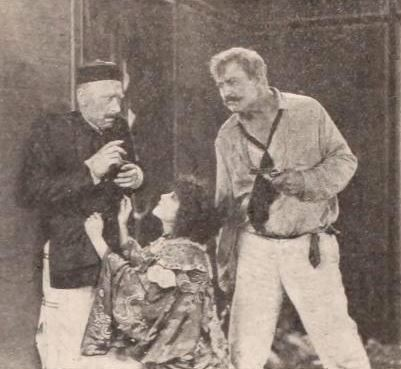

A Singapore, il mercante cinese Chang Chang vuole regalare alla figlia adottiva Pain una meravigliosa perla per aggiungerla alla sua collana. Ma il proprietario della perla, Bully Brand, noto contrabbandiere, si rifiuta di cedergliela. Nel frattempo, tornato dall’università, Warren Bradford conosce e si innamora di Pain. Il giovane, pupillo di Brand, ignora che il contrabbandiere in realtà è suo padre. Venendo a sapere la storia della collana, convince Brand a dargli la perla che poi dona a Pain. Riconoscendo il gioiello, Chang Chang crede che quel regalo nasconda qualcosa di turpe e, furioso, pretende da Brand - che lui crede il colpevole - un matrimonio riparatore pena la morte. Ma Brand tenta di fuggire e Warren, ignorando l’identità dello sposo, vuole impedire la cerimonia mentre Chang cerca di mettere padre e figlio l’uno contro l’altro. Alla fine Brand, scoperta l’identità del suo assalitore, si rivolge contro Chang e organizza il matrimonio di Warren e Pain.

## Produzione
Il film fu prodotto dalla Thomas H. Ince Corporation.

## Distribuzione
Il copyright del film, richiesto dalla Thomas H. Ince Productions, fu registrato il 24 agosto 1921 con il numero LP16890.
Distribuito dalla Associated Producers Inc. e presentato da Thomas H. Ince, il film uscì nelle sale cinematografiche degli Stati Uniti il 7 agosto 1921. In Francia, con il titolo Le Pirate, fu distribuito il 14 dicembre 1923; in Portogallo, come O Pirata, il 17 agosto 1928.

### Conservazione
Copia completa della pellicola si trova conservata negli archivi dell'UCLA Film And Television Archive di Los Angeles.